# Partamona criptica
Partamona criptica är en biart som beskrevs av José Gomes Pedro och Camargo 2003. Partamona criptica ingår i släktet Partamona och familjen långtungebin. Inga underarter finns listade i Catalogue of Life.